# Contrarreloj por equipos élite masculina en el Campeonato Mundial de Ruta
La prueba de contrarreloj por equipos élite masculina en el Campeonato Mundial de Ciclismo en Ruta se realizó en dos períodos desde el Mundial de 1962 hasta el de 2018.
Entre las ediciones de 1962 y 1994 competían selecciones nacionales amateurs. A partir del Mundial de 2012 se volvió a correr esta prueba, pero con la variante de que no la disputaban las selecciones, sino equipos profesionales. Tras la edición de 2018 se decidió no organizar más esta carrera, siendo sustituida en 2019 por una contrarreloj por equipos nacionales mixtos, conformados por tres hombres y tres mujeres que corren en formato de relevos.

## Palmarés

### Equipos nacionales
| N.º        | Año         | Sede                                    | Oro                                                                                        | Plata                                                                                   | Bronce                                                                                    |
| ---------- | ----------- | --------------------------------------- | ------------------------------------------------------------------------------------------ | --------------------------------------------------------------------------------------- | ----------------------------------------------------------------------------------------- |
| I – XXVIII | 1927 – 1961 | No realizados                           | No realizados                                                                              | No realizados                                                                           | No realizados                                                                             |
| XXIX       | 1962        | Saló · ( Italia)                        | Italia · Mario Maino · Antonio Tagliani · Dino Zandegu · Danilo Grassi                     | Dinamarca Ole Ritter Vagn Bangsburg Mogens Twilling Ole Kroier                          | Uruguay · Rubén Etchebarne · Juan José Timón · Vid Cencic · René Pezzati                  |
| XXX        | 1963        | Ronse · ( Bélgica)                      | Francia Michel Bechet Dominique Motte Marcel Ernest Bidault Georges Chappe                 | Italia · Mario Maino · Pasquale Fabbri · Danilo Grassi · Dino Zandegu                   | URSS Viktor Kapitonov Gainan Saidjuzhin Yuri Melijov Anatoli Olizarenko                   |
| XXXI       | 1964        | Sallanches ( Francia)                   | Italia · Severino Andreoli · Luciano Dalla Bona · Pietro Guerra · Ferruccio Manza          | España Ginés García Perán José Ramón Goyeneche Ramón Sáez Marzo Luis Pedro Santamarina  | Bélgica · Rene Heuvelmans · Roland De Neve · Roland Van De Rijse · Albert Van Vlierberghe |
| XXXII      | 1965        | Lasarte ( España)                       | Italia · Pietro Guerra · Luciano Dalla Bona · Mino Denti · Giuseppe Soldi                  | España Ventura Díaz Arrey José Manuel López Rodríguez José Manuel Lasa Domingo Perurena | Francia Andre Desvages Gerard Swertvaeger Henri Heintz Claude Lechatelier                 |
| XXXIII     | 1966        | Nürburgring ( RFA)                      | Dinamarca Werner Blaudzun Joergen Hansen Ole Hojlund Flemming Wisborg                      | Países Bajos · Eddy Beugels · Tiemen Groen · Harry Steevens · Rini Wagtmans             | Italia · Attilio Benfatto · Luciano Dalla Bona · Mino Denti · Pietro Guerra               |
| XXXIV      | 1967        | Heerlen · ( Países Bajos)               | Suecia · Erik Pettersson · Gösta Pettersson · Sture Pettersson · Tomas Pettersson          | Dinamarca Werner Blaudzun Joergen Hansen Leif Mortensen Henning Pedersen                | Italia · Lorenzo Bosisio · Benito Pigato · Vittorio Marcelli · Flavio Martini             |
| XXXV       | 1968        | Imola · ( Italia)                       | Suecia · Erik Pettersson · Gösta Pettersson · Sture Pettersson · Tomas Pettersson          | Suiza · Bruno Hubschmid · Robert Thalmann · Walter Burki · Erich Spahn                  | Italia · Vittorio Marcelli · Flavio Martini · Giovanni Bramucci · Benito Pigato           |
| XXXVI      | 1969        | Zolder · ( Bélgica)                     | Suecia · Erik Pettersson · Gösta Pettersson · Sture Pettersson · Tomas Pettersson          | Dinamarca Mogens Frey Joergen Hansen Joergen Lund Leif Mortensen                        | Suiza · Xaver Kurmann · Bruno Hubschmid · Josef Fuchs · Walter Burki                      |
| XXXVII     | 1970        | Leicester ( Reino Unido)                | URSS Valeri Yardy Vladimir Sokolov Boris Shujov Valeri Lijachov                            | Checoslovaquia Jiri Mainus Frantisek Rezac Milan Puzrla Petr Matousek                   | Países Bajos · Fedor Den Hertog · Popke Oosterhof · Tino Tabak · Adri Duyker              |
| XXXVIII    | 1971        | Mendrisio · ( Suiza)                    | Bélgica · Gustaaf Hermans · Gustaaf Van Cauter · Louis Verreydt · Ludo Van Der Linden      | Países Bajos · Fedor Den Hertog · Adri Duyker · Frits Schur · Aad Van Den Hoek          | Polonia · Edward Barcik · Stanisław Szozda · Jan Smyrak · Lucjan Lis                      |
| XXXIX      | 1972        | Realizado en los XX Juegos Olímpicos    | Realizado en los XX Juegos Olímpicos                                                       | Realizado en los XX Juegos Olímpicos                                                    | Realizado en los XX Juegos Olímpicos                                                      |
| XL         | 1973        | Barcelona ( España)                     | Polonia · Lucjan Lis · Ryszard Szurkowski · Stanisław Szozda · Tadeusz Mytnik              | URSS Yuri Mijailov Gennadi Komnatov Boris Shujov Sergei Sinizin                         | Suecia · Lennart Fagerlund · Tord Filipsson · Leif Hansson · Sven-Åke Nilsson             |
| XLI        | 1974        | Montreal · ( Canadá)                    | Suecia · Lennart Fagerlund · Bernt Johansson · Tord Filipsson · Sven-Åke Nilsson           | URSS Gennadi Komnatov Rinat Sharafaullin Vladimir Kaminski Valeri Chaplygin             | RDA Hans-Joachim Hartnick Karl Dietrich Diers Horst Tischoff Gerhard Lauke                |
| XLII       | 1975        | Yvoir · ( Bélgica)                      | Polonia · Tadeusz Mytnik · Mieczyslaw Nowicki · Ryszard Szurkowski · Stanisław Szozda      | URSS Gennadi Komnatov Valeri Chaplygin Aavo Pikkuus Vladimir Kaminski                   | Checoslovaquia Petr Matousek Vlastimil Moravec Vladimir Vondracek Petr Buchacek           |
| XLIII      | 1976        | Realizado en los XXI Juegos Olímpicos   | Realizado en los XXI Juegos Olímpicos                                                      | Realizado en los XXI Juegos Olímpicos                                                   | Realizado en los XXI Juegos Olímpicos                                                     |
| XLIV       | 1977        | San Cristóbal · ( Venezuela)            | URSS Valeri Chaplygin Aavo Pikkuus Vladimir Kaminski Anatoli Chukanov                      | Italia · Mirko Bernardi · Mauro De Pellegrin · Vito Da Ros · Dino Porrini               | Polonia · Tadeusz Mytnik · Mieczyslaw Nowicki · Stanisław Szozda · Czesław Lang           |
| XLV        | 1978        | Nürburgring ( RFA)                      | Países Bajos · Guus Bierings · Bert Oosterbosch · Bart Van Est · Jan Van Houwelingen       | URSS Aavo Pikkuus Vladimir Kaminski Algimantas Gushavichus Vladimir Kuznetsov           | Suiza · Gilbert Glaus · Stefan Mutter · Richard Trinkler · Kurt Ehrensperger              |
| XLVI       | 1979        | Valkenburg · ( Países Bajos)            | RDA Bernd Drogan Hans-Joachim Hartnick Andreas Petermann Falk Boden                        | Polonia · Jan Jankiewicz · Czesław Lang · Stefan Ciekanski · Witold Plutecki            | Noruega · Geir Digerud · Morten Saether · Jostein Wilmann · Hans-Peter Odegaard           |
| XLVII      | 1980        | Realizado en los XXII Juegos Olímpicos  | Realizado en los XXII Juegos Olímpicos                                                     | Realizado en los XXII Juegos Olímpicos                                                  | Realizado en los XXII Juegos Olímpicos                                                    |
| XLVIII     | 1981        | Praga ( Checoslovaquia)                 | RDA Falk Boden Bernd Drogan Mario Kummer Olaf Ludwig                                       | URSS Yuri Kashirin Oleg Logvin Sergei Kadatski Anatoli Yarkin                           | Checoslovaquia Milan Jurčo Michal Klasa Alipi Kostadinov Jiri Skoda                       |
| XLIX       | 1982        | Goodwood ( Reino Unido)                 | Países Bajos · Maarten Ducrot · Gerard Schipper · Gerrit Solleveld · Frits Van Bindsbergen | Suiza · Alfred Achermann · Daniel Heggli · Richard Trinkler · Urs Zimmermann            | URSS Yuri Kashirin Oleg Logvin Sergei Voronin Oleg Chuzhda                                |
| L          | 1983        | Altenrhein · ( Suiza)                   | URSS Yuri Kashirin Sergei Navolokin Oleg Chuzhda Alexandr Zinoviev                         | Suiza · Daniel Heggli · Heinz Imboden · Othmar Haefliger · Benno Wiss                   | Noruega · Terje Gjengaar · Dag Hopen · Hans-Peter Odegaard · Tom Pedersen                 |
| LI         | 1984        | Realizado en los XXIII Juegos Olímpicos | Realizado en los XXIII Juegos Olímpicos                                                    | Realizado en los XXIII Juegos Olímpicos                                                 | Realizado en los XXIII Juegos Olímpicos                                                   |
| LII        | 1985        | Giavera del Montello · ( Italia)        | URSS Vasili Zhdanov Viktor Klimov Igor Sumnikov Alexandr Zinoviev                          | Checoslovaquia Vladimir Hruza Milan Jurčo Michal Klasa Milan Kren                       | Italia · Marcello Bartalini · Massimo Podenzana · Eros Poli · Claudio Vandelli            |
| LIII       | 1986        | Colorado Springs ( Estados Unidos)      | Países Bajos · Tom Cordes · Gerrit De Vries · John Talen · Rob Harmeling                   | Italia · Eros Poli · Massimo Podenzana · Mario Scirea · Flavio Vanzella                 | RDA Uwe Ampler Uwe Raab Mario Kummer Dan Radtke                                           |
| LIV        | 1987        | Villach · ( Austria)                    | Italia · Roberto Fortunato · Eros Poli · Mario Scirea · Flavio Vanzella                    | URSS Viktor Klimov Asiat Saitov Igor Sumnikov Evgeni Zagrebelni                         | Austria · Helmut Wechselberger · Bernard Rassinger · Mario Traxl · Johann Lienhart        |
| LV         | 1988        | Realizado en los XXIV Juegos Olímpicos  | Realizado en los XXIV Juegos Olímpicos                                                     | Realizado en los XXIV Juegos Olímpicos                                                  | Realizado en los XXIV Juegos Olímpicos                                                    |
| LVI        | 1989        | Chambéry ( Francia)                     | RDA Mario Kummer Maik Landsmann Jan Schur Falk Boden                                       | Polonia · Zenon Jaskuła · Joachim Halupczok · Marek Leśniewski · Andrzej Sypytkowski    | URSS Yuri Manuilov Viktor Klimov Evgeni Zagrebelni Oleg Galkin                            |
| LVII       | 1990        | Utsunomiya ( Japón)                     | URSS Oleg Galkin Ruslan Zotov Igor Patenko Alexandr Markovich                              | RDA Maik Landsmann Uwe Peschel Uwe Berndt Falk Boden                                    | RFA Rolf Aldag Kai Hundertmarck Raimund Lehnert Michael Rich                              |
| LVIII      | 1991        | Stuttgart · ( Alemania)                 | Italia · Flavio Anastasia · Luca Colombo · Gianfranco Contri · Andrea Peron                | Alemania · Uwe Berndt · Bernd Dittert · Uwe Peschel · Michael Rich                      | Noruega · Stig Kristiansen · Johnny Saether · Roar Skaane · Bjoern Stenersen              |
| LIX        | 1992        | Realizado en los XXV Juegos Olímpicos   | Realizado en los XXV Juegos Olímpicos                                                      | Realizado en los XXV Juegos Olímpicos                                                   | Realizado en los XXV Juegos Olímpicos                                                     |
| LX         | 1993        | Oslo · ( Noruega)                       | Italia · Rossano Brasi · Gianfranco Contri · Rosario Fina · Cristian Salvato               | Alemania · Christian Meyer · Uwe Peschel · Michael Rich · Andreas Walzer                | Suiza · Roman Jeker · Beat Meister · Markus Kennel · Roland Meier                         |
| LXI        | 1994        | Agrigento · ( Italia)                   | Italia · Cristian Salvato · Gianfranco Contri · Gianluca Colombo · Dario Andriotto         | Francia Jean-Francois Anti Dominique Bozzi Pascal Deramé Christophe Moreau              | Alemania · Ralf Grabsch · Uwe Peschel · Michael Rich · Jan Schaffrath                     |

#### Medallero histórico
- Hasta Agrigento 1994.

| Núm. | País           | Oro | Plata | Bronce | Total |
| ---- | -------------- | --- | ----- | ------ | ----- |
| 1    | Italia         | 7   | 3     | 4      | 14    |
| 2    | URSS           | 5   | 6     | 3      | 14    |
| 3    | Suecia         | 4   | 0     | 1      | 5     |
| 4    | Alemania       | 3   | 3     | 4      | 10    |
| 5    | Países Bajos   | 3   | 2     | 1      | 6     |
| 6    | Polonia        | 2   | 2     | 2      | 6     |
| 7    | Dinamarca      | 1   | 3     | 0      | 4     |
| 8    | Francia        | 1   | 1     | 1      | 3     |
| 9    | Bélgica        | 1   | 0     | 1      | 2     |
| 10   | Suiza          | 0   | 3     | 3      | 6     |
| 11   | Checoslovaquia | 0   | 2     | 2      | 4     |
| 12   | España         | 0   | 2     | 0      | 2     |
| 13   | Noruega        | 0   | 0     | 3      | 3     |
| 14   | Austria        | 0   | 0     | 1      | 1     |
| 14   | Uruguay        | 0   | 0     | 1      | 1     |
|      | TOTAL          | 27  | 27    | 27     | 81    |

1. ↑  Incluye las medallas obtenidas por la RFA y la RDA entre 1949 y 1990.

### Equipos profesionales[n 1]
| Núm.    | Año  | Sede                         | Oro | Plata | Bronce |
| ------- | ---- | ---------------------------- | --- | --- | --- |
| LXXIX   | 2012 | Valkenburg · ( Países Bajos) | Omega Pharma-Quick Step · ( Bélgica) · Tony Martin ( Alemania) · Tom Boonen ( Bélgica) · Kristof Vandewalle ( Bélgica) · Niki Terpstra ( Países Bajos) · Sylvain Chavanel ( Francia) · Peter Velits ( Eslovaquia)         | BMC Racing · ( Estados Unidos) · Tejay van Garderen ( Estados Unidos) · Taylor Phinney ( Estados Unidos) · Alessandro Ballan ( Italia) · Philippe Gilbert ( Bélgica) · Marco Pinotti ( Italia) · Manuel Quinziato ( Italia) | Orica GreenEDGE · ( Australia) · Svein Tuft ( Canadá) · Sebastian Langeveld ( Países Bajos) · Cameron Meyer ( Australia) · Luke Durbridge ( Australia) · Jens Mouris ( Países Bajos) · Sam Bewley ( Nueva Zelanda)                |
| LXXX    | 2013 | Florencia · ( Italia)        | Omega Pharma-Quick Step · ( Bélgica) · Sylvain Chavanel ( Francia) · Tony Martin ( Alemania) · Niki Terpstra ( Países Bajos) · Peter Velits ( Eslovaquia) · Kristof Vandewalle ( Bélgica) · Michał Kwiatkowski ( Polonia) | Orica GreenEDGE · ( Australia) · Svein Tuft ( Canadá) · Luke Durbridge ( Australia) · Daryl Impey ( Sudáfrica) · Brett Lancaster ( Australia) · Michael Hepburn ( Australia) · Jens Mouris ( Países Bajos)                  | Sky Procycling · ( Reino Unido) · Richie Porte ( Australia) · Vasil Kiryienka ( Bielorrusia) · Chris Froome ( Reino Unido) · Edvald Boasson Hagen ( Noruega) · Geraint Thomas ( Reino Unido) · Kanstantsin Sivtsov ( Bielorrusia) |
| LXXXI   | 2014 | Ponferrada · ( España)       | BMC Racing · ( Estados Unidos) · Rohan Dennis ( Australia) · Silvan Dillier ( Suiza) · Daniel Oss ( Italia) · Manuel Quinziato ( Italia) · Tejay van Garderen ( Estados Unidos) · Peter Velits ( Eslovaquia)              | Orica GreenEDGE · ( Australia) · Luke Durbridge ( Australia) · Michael Hepburn ( Australia) · Damien Howson ( Australia) · Brett Lancaster ( Australia) · Jens Mouris ( Países Bajos) · Svein Tuft ( Canadá)                | Omega Pharma-Quick Step · ( Bélgica) · Tom Boonen ( Bélgica) · Michał Kwiatkowski ( Polonia) · Tony Martin ( Alemania) · Pieter Serry ( Bélgica) · Niki Terpstra ( Países Bajos) · Julien Vermote ( Bélgica)                      |
| LXXXII  | 2015 | Richmond ( Estados Unidos)   | BMC Racing · ( Estados Unidos) · Rohan Dennis ( Australia) · Silvan Dillier ( Suiza) · Stefan Küng ( Suiza) · Daniel Oss ( Italia) · Taylor Phinney ( Estados Unidos) · Manuel Quinziato ( Italia)                        | Etixx-Quick Step · ( Bélgica) · Tom Boonen ( Bélgica) · Michał Kwiatkowski ( Polonia) · Yves Lampaert ( Bélgica) · Tony Martin ( Alemania) · Niki Terpstra ( Países Bajos) · Rigoberto Urán ( Colombia)                     | Movistar · ( España) · Andrey Amador ( Costa Rica) · Jonathan Castroviejo ( España) · Alex Dowsett ( Reino Unido) · Ion Izagirre ( España) · Adriano Malori ( Italia) · Jasha Sütterlin ( Alemania)                               |
| LXXXIII | 2016 | Doha ( Catar)                | Etixx-Quick Step · ( Bélgica) · Bob Jungels ( Luxemburgo) · Marcel Kittel ( Alemania) · Yves Lampaert ( Bélgica) · Tony Martin ( Alemania) · Niki Terpstra ( Países Bajos) · Julien Vermote ( Bélgica)                    | BMC Racing · ( Estados Unidos) · Rohan Dennis ( Australia) · Stefan Küng ( Suiza) · Daniel Oss ( Italia) · Taylor Phinney ( Estados Unidos) · Manuel Quinziato ( Italia) · Joseph Rosskopf ( Estados Unidos)                | Orica-BikeExchange · ( Australia) · Luke Durbridge ( Australia) · Alexander Edmondson ( Australia) · Michael Hepburn ( Australia) · Daryl Impey ( Sudáfrica) · Michael Matthews ( Australia) · Svein Tuft ( Canadá)               |
| LXXXIV  | 2017 | Bergen · ( Noruega)          | Sunweb · ( Alemania) · Tom Dumoulin ( Países Bajos) · Lennard Kämna ( Alemania) · Wilco Kelderman ( Países Bajos) · Søren Kragh Andersen ( Dinamarca) · Michael Matthews ( Australia) · Sam Oomen ( Países Bajos)         | BMC Racing · ( Estados Unidos) · Rohan Dennis ( Australia) · Daniel Oss ( Italia) · Miles Scotson ( Australia) · Tejay van Garderen ( Estados Unidos) · Silvan Dillier ( Suiza) · Stefan Küng ( Suiza)                      | Sky · ( Reino Unido) · Owain Doull ( Reino Unido) · Chris Froome ( Reino Unido) · Vasil Kiryienka ( Bielorrusia) · Michał Kwiatkowski ( Polonia) · Gianni Moscon ( Italia) · Geraint Thomas ( Reino Unido)                        |
| LXXXV   | 2018 | Innsbruck · ( Austria)       | Quick-Step Floors · ( Bélgica) · Kasper Asgreen ( Dinamarca) · Laurens De Plus ( Bélgica) · Bob Jungels ( Luxemburgo) · Yves Lampaert ( Bélgica) · Maximilian Schachmann ( Alemania) · Niki Terpstra ( Países Bajos)      | Sunweb · ( Alemania) · Tom Dumoulin ( Países Bajos) · Chad Haga ( Estados Unidos) · Wilco Kelderman ( Países Bajos) · Søren Kragh Andersen ( Dinamarca) · Michael Matthews ( Australia) · Sam Oomen ( Países Bajos)         | BMC Racing · ( Estados Unidos) · Patrick Bevin ( Nueva Zelanda) · Damiano Caruso ( Italia) · Rohan Dennis ( Australia) · Stefan Küng ( Suiza) · Greg Van Avermaet ( Bélgica) · Tejay van Garderen ( Estados Unidos)               |

#### Medallero histórico
- Hasta Innsbruck 2018

| Núm. | País                                                       | Oro | Plata | Bronce | Total |
| ---- | ---------------------------------------------------------- | --- | ----- | ------ | ----- |
| 1    | Omega Pharma-Quick Step/Etixx-Quick Step/Quick-Step Floors | 4   | 1     | 1      | 6     |
| 2    | BMC Racing                                                 | 2   | 3     | 1      | 6     |
| 3    | Sunweb                                                     | 1   | 1     | 0      | 2     |
| 4    | Orica GreenEDGE/Orica-BikeExchange                         | 0   | 2     | 2      | 4     |
| 5    | Sky                                                        | 0   | 0     | 2      | 2     |
| 6    | Movistar                                                   | 0   | 0     | 1      | 1     |
|      | TOTAL                                                      | 7   | 7     | 7      | 21    |